# محوطه دربند
محوطه دربند مربوط به دوره ساسانیان - سده‌های اولیه دوران‌های تاریخی پس از اسلام است و در شهرستان نیر، بخش مرکزی، دهستان رضا قلی قشلاق، روستای یامچی سفلی واقع شده و این اثر در تاریخ ۲۷ بهمن ۱۳۸۷ با شمارهٔ ثبت ۲۴۵۵۶ به‌عنوان یکی از آثار ملی ایران به ثبت رسیده است.